# 届かなかった手紙
『届かなかった手紙』（とどかなかったてがみ、英称:Address Unknown）は、1938年にクレスマン・テイラー（Kressmann Taylor）によって書かれた小説。

## 概要
原著はアメリカの雑誌『ストーリー』誌にて1938年に発表され反響を呼び、欧米で大ベストセラーとなったものが1939年に単行本化された。
1944年にはアメリカで『Address Unknown』のタイトルでポール・ルーカス出演により映画化されている。
日本では北代美和子の翻訳で2001年4月に文藝春秋より日本語翻訳版が刊行された。

## 内容
特徴的なのは、全編において書簡の内容のみで物語を構成している点である。1930年代前半に親友の間でやり取りされた往復書簡の内容をそのまま映し出している。
かつてアメリカで画廊を経営して成功した2人の親友。アメリカに残ったユダヤ人と、ドイツに帰国したドイツ人。2人は絵に描いたような親友であったが、やがてナチスドイツが台頭することによって、状況が一変する。友情が引き裂かれていく様やナチスに対するそれぞれの思惑、そして最後には届かなかった手紙へと繋がる。
政治的背景についての細かい記述は本書においては一切ないが、その分想像力が擽られる。ナチスにより状況が一変させらける状況を、全て読み手に任せているのが特徴で、手紙の内容はシンプルであり、更には冷酷でもある。

## 舞台作品

### 2009年版
『届かなかった手紙』-ADDRESS UNKNOWN- のタイトルで2009年1月12日から14日までベニサン・ピットで上演された。
キャスト
マックス：今拓哉
マルティン：高野力哉
グリゼレ：麻乃佳世
スタッフ
演出：齋藤吉正（宝塚歌劇団）
作曲・演奏：宮崎誠

### 2018年版
『受取人不明 ADDRESS UNKNOWN』のタイトルで、演劇ユニットunratoにより9月13日から17日まで赤坂RED/THEATERで上演された。
キャスト
☆と★の２チームによる回変わり公演。
☆青柳尊哉、須賀貴匡
★池田努、畠山典之
スタッフ
作：クレスマン・テイラー　
脚色：フランク・ダンロップ
翻訳：小田島創志
演出：大河内直子